# جيم إليسون
جيم إليسون (بالإنجليزية: Jim Ellison)‏ هو مغن مؤلف أمريكي، ولد في 18 أبريل 1964، وتوفي في 20 يونيو 1996 بسبب تسمم بأحادي أكسيد الكربون.

## وصلات خارجية
- جيم إليسون على موقع IMDb (الإنجليزية)
- جيم إليسون على موقع ميوزك برينز (الإنجليزية)
- جيم إليسون على موقع ديسكوغز (الإنجليزية)